# Seznam armenskih skladateljev
Seznam armenskih skladateljev.

## A
- Aleksander Arutjunjan (1920–2012)

## B
- Arno Babadžanjan (1921–1983)

## Č
- Loris Čobanjan (Loris Ohannes Chobanyan) (*1933) (armensko-ameriški)

## E
- Makar Ekmaljan (1856–1905)
- Stéphan Elmas (1862–1937)

## G
- Dživan Gasparjan (1928–2021)

## H
- Aram Iljič Hačaturjan (1903–1978)
- Alan Hovhaness (1911–2000) (Američan armenkega rodu)

## M
- Tigran Mansurjan (*1939)
- Edvard Mirzojan (1921–2012)

## S
Sajat Nova (Harutjun Sajakjan)

## T
- Avet Terterjan (1929–1994)
- Armen Tigranjan (1879–1950)

## V
- Komitas Vardapet/Gomidas Vartabed/Soghomon Gevorki Soghomonjan (1869–1935)